# 成妙村
成妙村（なるたえむら）は、1954年（昭和29年）まで愛媛県北宇和郡にあった村であり、現在の宇和島市の北東部の農村である。昭和の合併で三間町、さらに平成の合併で宇和島市となり、現在に至っている。

## 地理
現在の宇和島市の北東部。三間盆地の西部に位置する。大字則（すなわち）に源流を発する三間川や、法華津山地の山々から流れ出る小河川が村内を南流している。北は法華津山地（歯長山系と呼ばれることもある）の山々が宇和町と隔て、歯長峠や板谷峠などの峠道がある。西は山々で立間村や吉田町と接する。
地名の由来
不詳。

## 歴史
中世
- 戦国時代には西園寺氏の支配下にあり、家臣の城砦が各地に築かれていた。

藩政期
- はじめ宇和島藩領。
- 吉田藩成立後、同藩に属し、幕末まで続いた。
- 1627年（寛永4年）　- 黒井地村の庄屋の太宰遊淵が音頭を取り、中山池の築造始まる。7年の歳月を要し、完成したが、遊淵は人柱になったと伝えられ、池のほとりに墓がある。

明治期
- 1870年（明治3年） - 三間騒動勃発。幕末から明治の動乱期に宇和島藩・吉田藩領で多発した農民騒動の一つ。
- 1887年（明治20年） - 成妙尋常小学校開設。

成妙村成立後
- 1889年（明治22年） 12月15日 - 町村制・市制施行時に、曽根（そね）、能寿寺（のうじゅじ）、是房（これふさ）、成家（なるいえ）、大藤（おおふじ）、則（すなわち）、黒井地（くろいじ）、戸雁（とがり）の8箇村の合併により成妙村となる。
- 1948年（昭和23年） - 愛媛県立三間高等学校、戸雁に開校。
- 1954年（昭和29年） 10月10日 - 成妙村・三間村・二名村3村の合併で三間町となり、自治体としての歴史を閉じた。

```
成妙村の系譜
（町村制実施以前の村）　（明治期）　　　　　　　　　（昭和の合併）　（平成の合併）
　　　　　　　　　　　　町村制施行時
曽根　━━━━┓
能寿寺━━━━┫
是房　━━━━┫
成家　━━━━╋━━━成妙村━━━━━━━━━━━┓昭和29年10月10日
大藤　━━━━┫　　　　　　　　　　　　　　　　　┃合併
則　　━━━━┫　　　　　　　　　　　　　　　　　┣━三間町━━┳━━━┓
黒井地━━━━┫　　　　　　　　　　　　　　　　　┃　　　　　　┃　　　┃
戸雁　━━━━┛　　　　　　　　　　　　　　　　　┃　　　　　　┃　　　┃
　　　　　　　　　　　三間村━━━━━━━━━━━┫　　　　　　┃　　　┃
　　　　　　　　　　　二名村━━━━━━━━━━━┛　　　　　　┃　　　┃平成17年8月1日
　　　　　　　　　　　　　　　　　　　　　　　　　　　　　　　　┃　　　┃合併（新設合併）
　　　　　　　　　　　　　　　　　　　　　　　　　　　　　　　　┃　　　┣━宇和島市
　　　　　　　　　　　　　　　　　　　　　　　　　　　　　　　あ┃　　　┃
　　　　　　　　　　　　　　　　　　　　　　　　　　　　　境界変更　　　┃
　　　　　　　　　　　　　　　　　　　　　　　　　　広見町大字是延　　　┃
　　　　　　　　　　　　　　　　　　　　　　　　　　　　　　　　　　　　┃
　　　　　　　　　　　　　　　　　　　　　　　　　　　宇和島市━━━━━┫
　　　　　　　　　　　　　　　　　　　　　　　　　　　吉田町━━━━━━┫
　　　　　　　　　　　　　　　　　　　　　　　　　　　津島町━━━━━━┛

あ - 昭和33年8月1日広見町大字是延を三間町へ境界変更

（注記）三間村の成立以前の旧村、宇和島市等の平成の合併以前の系譜については、それぞれの市町村の記事を参照のこと。

```

## 地域
明治の合併前の村である8箇村がそのまま大字となり、三間町となってからも続いた。なお、昭和30年に大字能寿寺と大字是房とが合体し大字是能と改称。

## 行政
役場
大字曽根に置かれていた。

## 産業
農業
米、麦などを産する。米は三間米として知られる。

## 交通
当村には鉄道は通っていない。最寄り駅は務田駅。

## 名所
- 佛木寺（仏木寺）
- 龍光寺（竜光寺）